# Мак-Крори, Бриджит Тереза
Мария Ангелина Тереза (англ. Mary Angeline Teresa), в миру Бриджит Тереза Мак-Крори (англ. Bridget Teresa McCrory; 21 января 1893 года, Маунтджой, графство Тирон, Великобритания и Ирландия — 21 января 1984 года, Джермантаун, Нью-Йорк, США) — монахиня Римско-католической церкви, основательница Конгрегации сестёр кармелиток пожилых и немощных (O.Carm. — C.S.A.I.), почётный доктор гуманитарных наук, кавалер Креста «За заслуги перед Церковью и Папой» и Медали «Pro Benemerenti» (Святой Престол), кавалер Медали почёта Американской ассоциации домов и сферы услуг для пожилых (США).

## Биография

### Детство и призвание

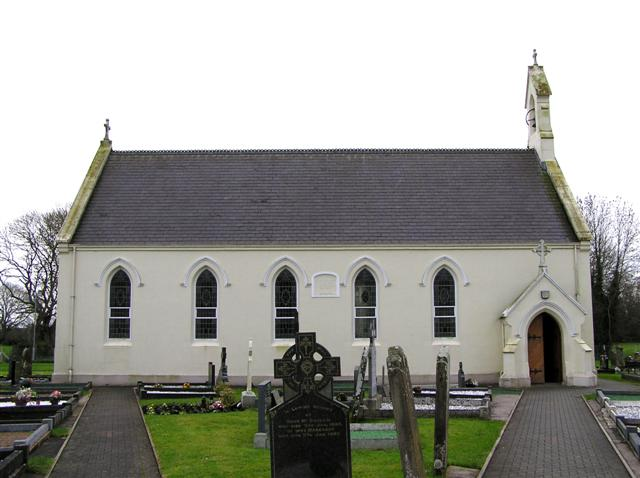
Церковь Святой Бригитты в Броукейге

Бриджит Мак-Крори родилась 21 января 1893 года в деревне Маунтджой, ныне известной как Броукейг, в графстве Тирон, в Соединённом королевстве Великобритании и Ирландии. На следующий день после рождения её крестили в приходской церкви Святой Бригитты, вероятно, дав имя в честь святой Бригитты из Килбрайда, в день которой она родилась. Родители девочки, Томас и Бриджит Мак-Крори (в девичестве Таггарт), были крестьянами. Бриджит была вторым ребёнком, после неё в семье родились ещё трое детей. В 1898 году она поступила в приходскую начальную школу, где проучилась два года. В 1900 году семья, вслед за отцом, нашедшим работу на Клайдсдейлском сталелитейном заводе, переехала в город Моссенд в графстве Ланаркшир, в Шотландии.
Здесь Бриджит познакомилась с монахинями из Конгрегации малых сестёр бедняков, которые раз в неделю приходили за милостыней к семье Мак-Крори. Члены этого монашеского института, основанного в 1842 году во Франции святой Жанной Жюган, оказывали духовную и материальную помощь пожилым людям, бездомным и инвалидам. В Шотландии дом конгрегации был открыт в Глазго в 1883 году. Бриджит поразило то, с каким усердием монахини служили ближним. Тогда же она почувствовала в себе призвание к жизни, посвящённой Богу.
5 октября 1901 года при прохождении конфирмации Бриджит взяла себе ещё одно имя — Тереза. В 1906 году Бриджит Тереза поступила в школу в Босуэлле, которая находилась в ведении монахинь из Конгрегации сестёр-францисканок Непорочного Зачатия. Значительное влияние на духовное становление девушки оказали личность и богословие святой Терезы Иисуса, основательницы Ордена босых кармелиток, аскета, мистика и Учителя Церкви, чью автобиографию она прочитала, готовясь к принятию монашества под руководством духовника. Последним испытанием в миру для неё стала трагическая смерть отца, погибшего в результате несчастного случая на заводе 20 января 1911 года.

### Монашество

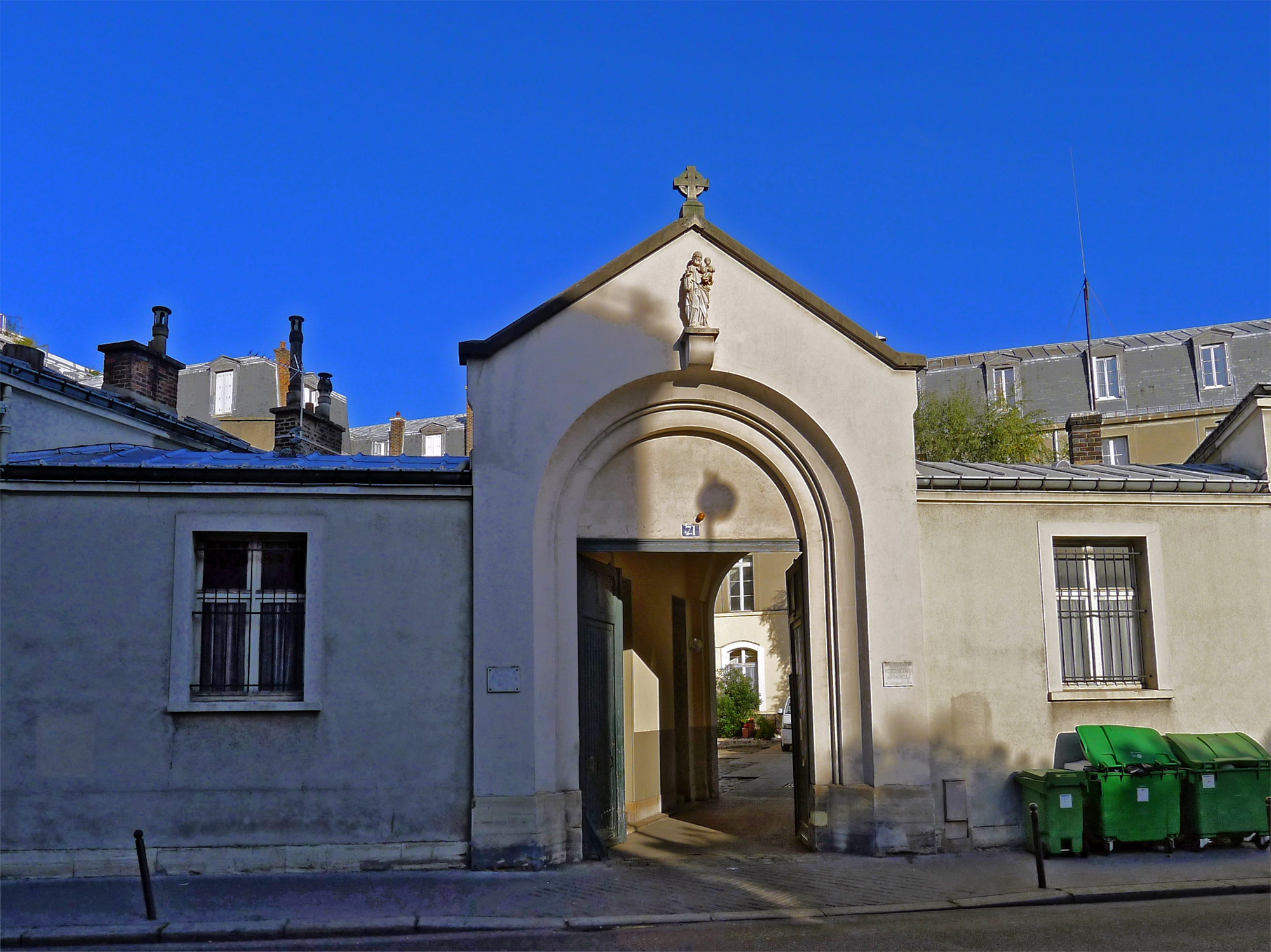
Дом Конгрегации малых сестёр бедняков в Париже

Монашеская жизнь будущей основательницы началась 2 февраля 1912 года, когда, в возрасте девятнадцати лет, она стала постуланткой (постулант — лицо, претендующее на вступление в монашеский институт) в доме Конгрегации малых сестёр бедняков в Глазго, откуда 11 августа 1912 года её перевели в дом конгрегации в Париже. 14 февраля 1913 года в главном доме конгрегации в Ля-Тур-Сен-Жозеф близ Сен-Перна во Франции она стала новицией — послушницей, готовящийся к принесению монашеских обетов, а 8 сентября того же года её благословили принять монашеское облачение и взять новое имя Марии Ангелины Святой Агаты. 19 марта 1915 года, по завершении новициата, Мария Ангелина Святой Агаты принесла временные монашеские обеты.
3 октября 1915 года руководство конгрегации отправило молодую монахиню в её первое путешествие через Атлантический океан, и 31 октября того же года она впервые прибыла в США на корабле «Нью-Йорк». Марию Ангелину Святой Агаты направили в дом конгрегации в Бруклине в штате Нью-Йорк, где она в течение последующих девяти лет заботилась о многочисленных пожилых эмигрантах. В 1924 году ей пришлось вернуться во Францию, чтобы подготовиться к принесению вечных монашеских обетов. Она принесла их 21 апреля 1925 года в главном доме конгрегации в Ля-Тур-Сен-Жозеф, после чего была снова отправлена в США, на этот раз в дом в Питтсбурге, в штате Пенсильвания. В сентябре 1926 года Марию Ангелину Святой Агаты назначили настоятельницей дома конгрегации в Бронксе, в штате Нью-Йорк.
В течение двух лет, с 1926 по 1928 год, она занималась разработкой проекта по оказанию разнообразной помощи пожилым людям. Метод оказания помощи всем нуждавшимся в ней старикам, разработанный во Франции и принятый в Конгрегации малых сестёр бедняков, не учитывал особенности жизни пожилых людей в США, где для стариков очень важным было сохранение их независимости. Поэтому одни просили обеспечить им достойные условия в собственных домах, другие были рады жить в домах конгрегации, а пожилые супружеские пары просили обеспечить им условия для совместного проживания. Кроме того, было много факторов, связанных с социальными и культурными аспектами, присущими населению США, состоявшему из эмигрантов и их потомков, которые также не учитывались уставом. Мария Ангелина Святой Агаты обратилась с проектом реформ к руководству конгрегации, однако её предложения не нашли понимания. Генеральная настоятельница решила сохранить прежний метод.
В 1929 году Мария Ангелина Святой Агаты обратилась за советом к своему духовнику, священнику Эдвину Синноту, который рассказал о проекте монахини архиепископу Нью-Йорка, кардиналу Патрику Джозефу Хейсу. Кардинал, посетив дом конгрегации и выслушав все мнения, в конце визита призвал Марию Ангелину Святой Агаты с соратницами положить начало новому монашескому институту. По благословению кардинала, 21 июня 1929 года она обратилась к Святому Престолу и руководству конгрегации с просьбой о диспенсации (диспенсация в каноническом праве — освобождение лица (группы лиц) от обязательной нормы церковного закона или послабление в его исполнении). Её просьба была удовлетворена 9 августа того же года, когда она и последовавшие за ней монахини получили освобождение от монашеских обетов и вышли из Конгрегации малых сестёр бедняков.

### Основание конгрегации
11 августа 1929 года вместе с шестью соратницами — Марией Луизой, Марией Леонией, Марией Колеттой Святых Даров, Марией Терезой, Марией Алодией и Марией Алексией Иисуса — Мария Ангелина Святой Агаты покинула дом в Бронксе. Некоторое время они жили в монастыре Святого Мартина в Бронксе, который находился в ведении монахинь из Ордена святого Доминика. 3 сентября 1929 года община поселилась в свободном доме священника при церкви Святой Елизаветы в Манхэттене, положив начало будущей конгрегации. 7 октября 1929 года все они принесли временные монашеские обеты. То был год начала большого экономического кризиса в США, Великой депрессии, когда многие люди оказались голодными и бездомными. Под руководством основательницы монахини стали принимать в своём доме первых подопечных — разорившихся стариков.
Их деятельность получила благословение Святого Престола и привлекла к себе внимание священника Ордена братьев Пресвятой Девы Марии с горы Кармил — приора провинции Святого Илии в США — Лоуренса Дениса Фланагана. Спустя два года после появления общины, 16 июля 1931 года, новый монашеский институт был официально принят под духовное руководство кармелитов. 8 сентября того же года монашеское облачение получили первые постулантки, а 29 сентября в Бронксе был открыт главный дом новой конгрегации. 8 декабря 1931 года сёстры, образовавшие первую общину, принесли вечные монашеские обеты, став терциарными кармелитками. Институт получил название Конгрегации сестёр кармелиток пожилых и немощных. Основательница была избрана его первой настоятельницей и приняла новое имя — Марии Ангелины Терезы. 3 апреля 1933 года Мария Ангелина Тереза получила гражданство США.
Избранный ею тип апостольского служения и качество оказываемой старикам помощи, столь необходимой во время кризиса, стали причиной того, что дома нового института вскоре появились во всех епархиях США. 11 февраля 1947 года главным домом конгрегации стала Авила-на-Гудзоне (англ. Avila on the Hudson) в Джермантауне в штате Нью-Йорк. 16 июля 1957 года Конгрегация по делам институтов посвящённой жизни и обществ апостольской жизни окончательно утвердила устав нового института. К этому времени Мария Ангелина Тереза основала уже около тридцати домов конгрегации в Филадельфии, Бостоне, Нью-Йорке, во многих других городах США.
Объясняя монахиням института харизму их служения, она говорила: «Мы женщины, которые разделяют видение того, что любовь имеет значение в мире. Мы разные по возрасту, происхождению и образованию, но едины в убеждении, что жизнь драгоценна, от момента зачатия до её естественного конца. Наша жизнь в том, чтобы, держа за руку пожилого человека, приносить смысл в его жизнь. В том, чтобы быть матерью, сестрой, дочерью и другом тому, кто является чужой матерью, сестрой, другом и любимым человеком».

### Смерть и почитание
Мария Ангелина Тереза была генеральной настоятельницей конгрегации в течение почти 50 лет, до 1978 года, после чего попросила об отставке из-за преклонного возраста и проблем со здоровьем. За это время она основала около 60 домов института. В 2014 году их оставалось 25 в США и 1 в Ирландии. Она занимала активную общественную позицию в вопросах, касавшихся проблем пожилых людей, напоминая о них руководству страны, к которому были обращены эти её слова: «Каждый этап работы в домах конгрегации направлен на содействие физическому, социально-психологическому и духовному благополучию всех тех членов нашего общества, чьи право и чувство собственного достоинства сегодня, как никогда прежде, являются главной заботой лидеров нашей нации».
Её деятельность была отмечена рядом наград. 19 ноября 1969 года Мария Ангелина Тереза получила «Медаль почёта» Американской ассоциации домов и сферы услуг для пожилых. В 1970 году она была удостоена звания почётного доктора гуманитарных наук сразу двух высших учебных заведений США — Сиена-колледжа в Лудонвилле и Манхэттэн-колледжа в Ривердейле, оба в штате Нью-Йорк. За заслуги перед Римско-католической церковью ей были вручены награды Святого Престола — 1 июля 1961 года от Папы Иоанна XXIII Крест «За заслуги перед Церковью и Папой» и 1 августа 1978 года от Папы Павла VI «Медаль Бенемерети». Мария Ангелина Тереза скончалась в главном доме конгрегации в Джермантауне, в день своего рождения 21 января 1984 года.
Почитание подвижницы началось сразу после её смерти и продолжается по сей день. Она часто повторяла сёстрам: «Если вы потерпите неудачу, то пусть это случится от избытка добра. Будьте добрее самой доброты к старикам». Многолетние труды Марии Ангелины Терезы послужили созданию Авильского института геронтологии, открытого уже после её смерти в 1988 году.
1 июня 1989 года Святой Престол дал разрешение на открытие процесса по причислению её к лику блаженных, епархиальная часть которого была открыта 15 августа 1992 года в Олбани, в штате Нью-Йорк. Мария Ангелина Тереза была объявлена слугой Божией. 18 мая 2009 года в епархии Метачена, в штате Нью-Джерси было зафиксировано чудо, произошедшее по молитвам к Марии Ангелине Терезе, которое было признано действительным Конгрегацией по канонизации святых в Ватикане. 28 июня 2012 года Папа Бенедикт XVI на частной аудиенции с кардиналом Анджело Амато, префектом Конгрегации по канонизации святых, подтвердил героический статус добродетелей слуги Божией Марии Ангелины Терезы и провозгласил её досточтимой. Процесс по беатификации подвижницы ещё продолжается.